# Anopheles mousinhoi
Anopheles mousinhoi este o specie de țânțari din genul Anopheles, descrisă de Meillon și Guido Pereira în anul 1940. Conform Catalogue of Life specia Anopheles mousinhoi nu are subspecii cunoscute.